# Exene Cervenka
Exene Cervenka (nacida Christene Lee Cervenka; Chicago, Illinois, 1 de febrero de 1956) es una escritora, música y artista estadounidense conocida por ser la covocalista de la banda punk X, de Los Ángeles.

## Carrera
Nacida como Christene Cervenka, Cervenka se crio en Illinois y Florida antes de mudarse a Los Ángeles en 1976. En 1977 conoció al músico John Doe durante un taller de poesía en Beyond Baroque (Venice) y juntos fundaron X. Publicaron su álbum debut Los Angeles en 1980 y durante los siguientes seis años publicaron cinco álbumes más que fueron aclamados por la crítica. Hasta el 2011, Cervenka continúa su carrera con X mientras se desempeña como artista solista y forma parte de otros grupos musicales como The Knitters, Auntie Christ y The Original Sinners.
En 1982 Cervenka publicó el primero en una serie de cuatro libros, titulado Adulterers Anonymous, en colaboración con la artista Lydia Lunch. Ha actuado también y grabado material como solista realizando spoken word. En 1992, como Exene Červenková, apareció en el vídeo de culto Decoupage 2000: Return of the Goddess, junto con invitados de la talla de Karen Black y la banda L7. Realizó una lectura de su poema "They Must Be Angels" y apareció en el sketch de una entrevista con los anfitriones de Decoupage 2000 Summer Caprice.

## Vida personal
Cervenka posee ascendencia irlandesa y checa. Cervenka contrajo matrimonio con Doe en 1980, se divorciaron en 1985. Según el libro de Henry Rollins, Get in the Van, él y Cervenka son buenos amigos y compartieron varios shows juntos durante la década de 1980. 
Cervenka conoció a Viggo Mortensen en 1986 durante el set de la comedia Salvation!, una parodia del teleevangelismo. Mortensen interpretaba a su esposo, Jerome. Contrajeron matrimonio el 8 de julio de 1987. El 28 de enero de 1988, Cervenka dio a luz a su único hijo, Henry Blake Mortensen. Mortensen y Cervenka se separaron en 1992, y se divorciaron en 1997.

### Salud
El 2 de junio de 2009, Cervenka afirmó haber sido diagnosticada con esclerosis múltiple. Mucho antes del diagnóstico, ella y X han apoyado Sweet Relief, una caridad que protege a los artistas sin seguro médico. Sweet Relief fue fundado por la música Victoria Williams cuando ella misma fue diagnosticada con EM.

## Discografía
- Los Angeles (1980) - X
- Wild Gift (1981) - X
- Under the Big Black Sun (1982) - X
- More Fun in the New World (1983) - X
- Poor Little Critter On The Road (1985) - The Knitters
- Ain't Love Grand! (1986) - X
- See How We Are (1987) - X
- Live at the Whisky a Go-Go (1988) - X
- Old Wives' Tales (1989) - Exene Cervenka
- Running Sacred (1990) - Exene Cervenka
- Hey Zeus! (1993) - X
- Unclogged (1995) - X
- Rude Hieroglyphics (1995) - Lydia Lunch & Exene Cervenka
- Surface To Air Serpents (1996) - Exene Cervenka
- Beyond and Back: The X Anthology (1997) - X
- Life Could Be A Dream (1997) - Auntie Christ
- Original Sinners (2002) - Original Sinners
- The Best: Make the Music Go Bang! (2004) - X
- The Modern Sounds Of The Knitters (2005) - The Knitters
- Live In Los Angeles (2005) - X
- Sev7en (2006) - Exene Cervenka and the Original Sinners
- Somewhere Gone (2009) - Exene Cervenka
- The Excitement of Maybe (2011) - Exene Cervenka

## Influencia
La novela de western Dances with Wolves está dedicada a Cervenka por el autor Michael Blake.